# Symmigma
Symmigma minimum es una especie de araña araneomorfa de la familia Linyphiidae. Es el único miembro del género monotípico Symmigma.

## Distribución
Se encuentra en Alaska y Washington en Estados Unidos y en la Columbia Británica en Canadá.